# Hofer von Passeyr

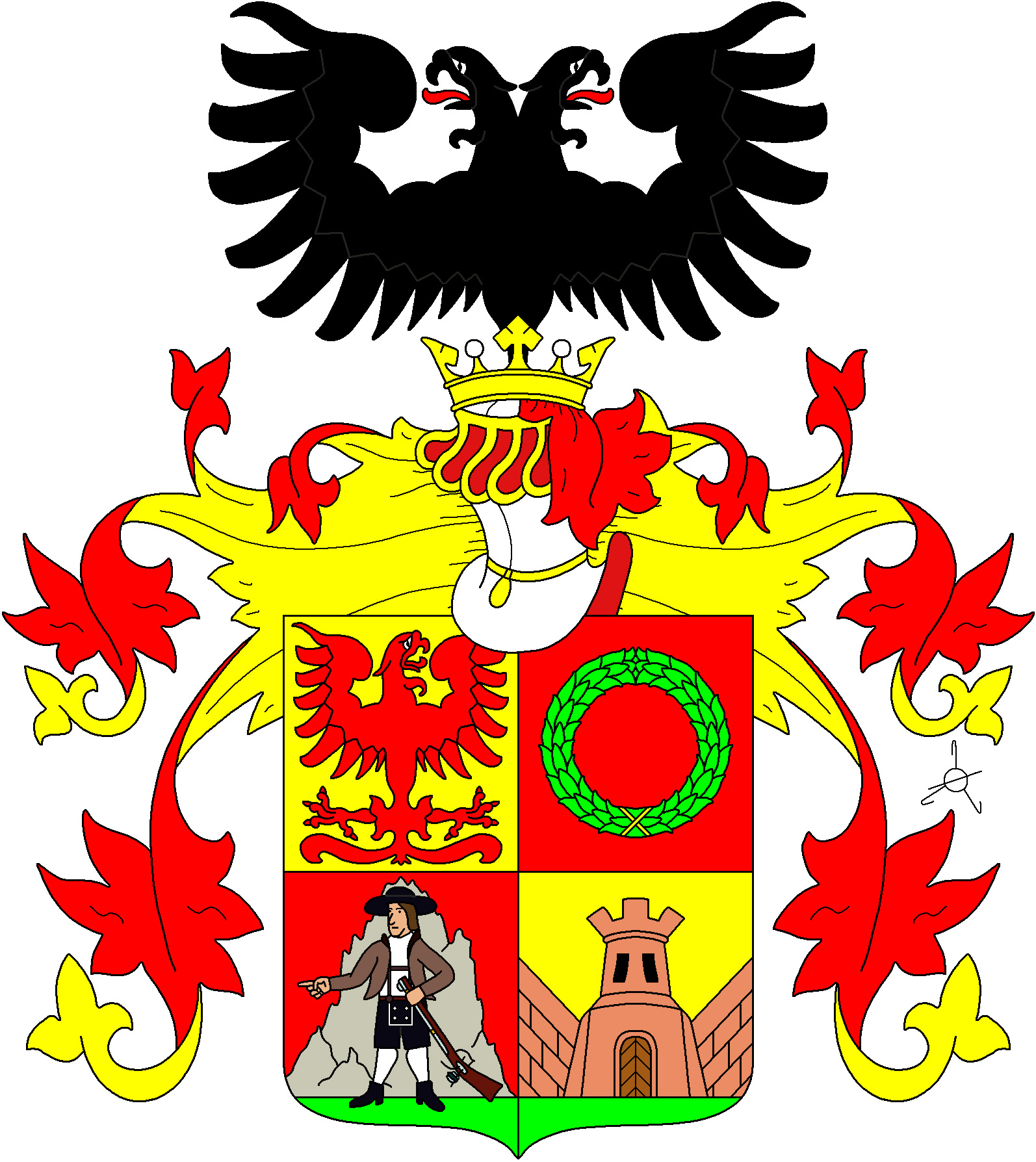
Wappen der Familie Hofer von Passeyr

Hofer von Passeyr ist der Name einer aus dem Passeiertal stammenden Familie, die 1809 bzw. 1818 in den österreichischen Adelsstand erhoben wurde. Bekanntester Repräsentant dieses 1921 im Mannesstamm erloschenen Geschlechtes war Andreas Hofer (1767–1810), der als Tiroler Freiheitskämpfer Bedeutung erlangte.

## Geschichte

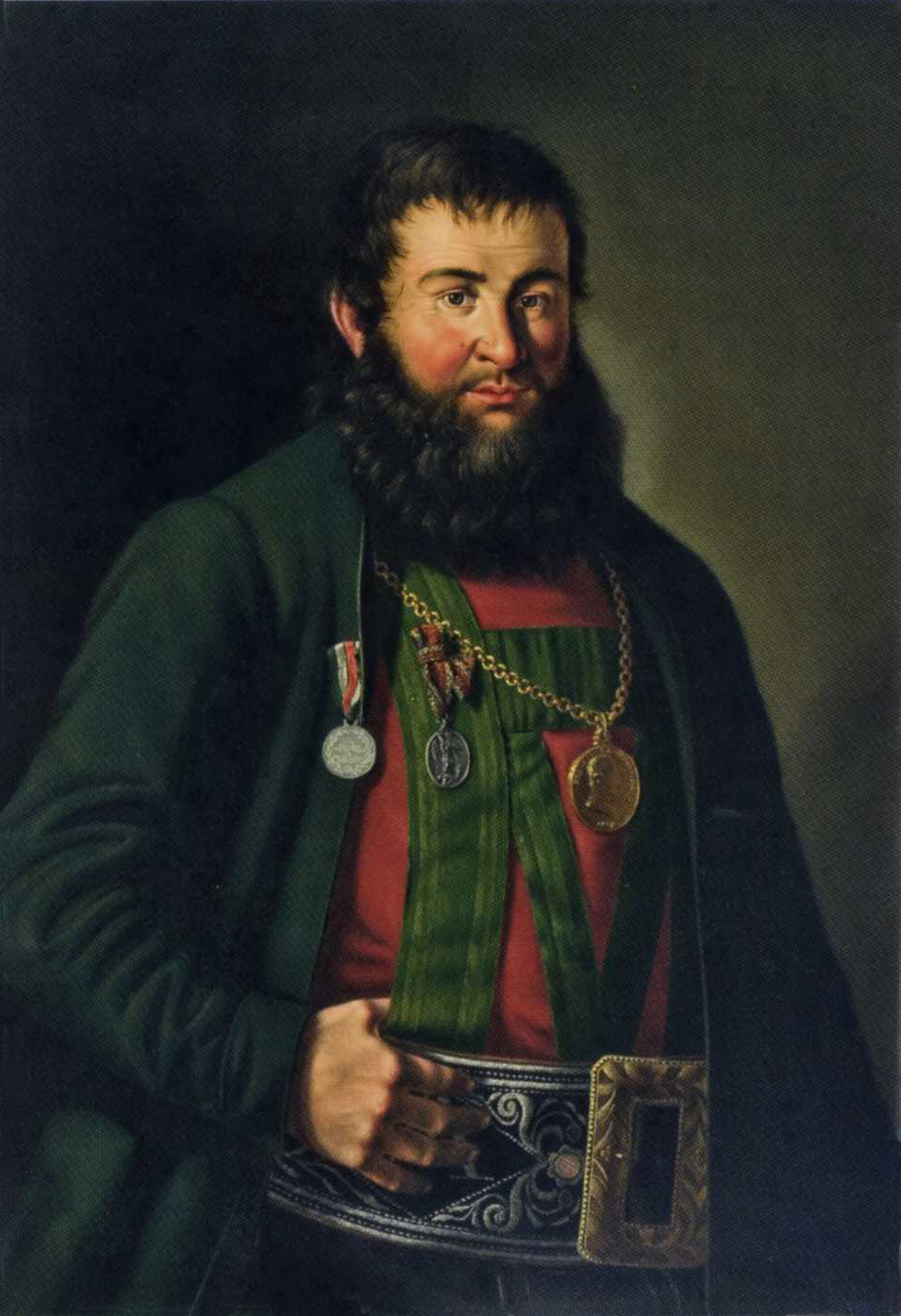
Andreas Hofer, gemalt 1839/40 von Georg Wachter (Städtisches Museum Braunschweig)

Die Familie der Edlen Hofer von Passeyr stammt ab von Andreas Hofer (1767–1810), dem Besitzer der Gastwirtschaft „Am Sand“ am Eingang des Passeiertals. Während des Tiroler Volksaufstandes, der am 9. April 1809 in Innsbruck begann, wurde Hofer zum Oberkommandanten der Aufständischen gewählt und erzielte gegen die überwiegend bayerisch-französischen Besatzungstruppen mehrere große Siege. Am 15. Mai 1809 wurde Hofer  zusammen mit Martin Teimer durch ein von Kaiser Franz I. in Niederhollabrunn an den Grafen Ugarte ausgefertigtes Handbillet in den österreichischen Adelsstand erhoben. Da aber wegen der Kriegsereignisse das Hofdekret nicht nach Tirol befördert werden konnte, ist die Frage offen, ob Andreas Hofers von seiner Nobilitierung überhaupt Kenntnis erlangte. Das entsprechende Adelsdiplom wurde jedenfalls erst am 26. Jänner 1818 für seinen einzigen Sohn, Johann (1794–1855), ausgefertigt, wodurch die  Nachkommen Andreas Hofers das Ehrenwort „Edler“ und ein Wappen erhielten. Das von der Familie später benutze Ehrenwort „Edler“ und Prädikat „von Passeyr“ wurde aber niemals erteilt.
Nach Andreas Hofers Hinrichtung in Mantua 1810 blieben seine Kinder zunächst gemeinsam im Besitz des Sandwirt-Anwesens, während der Gasthof zunächst von seiner Tochter Maria (1797–1835) weitergeführt wurde. Ihr Bruder Johann (1794–1855) wurde k.k. Tabakhauptverleger in Fischamend und trat dort auch als Gutsbesitzer in Erscheinung, wobei er laut Wurzbach  den armen Tirolern in Wien (...) manche Hilfe geleistet und seiner Herzensgüte wegen allgemein geliebt war.

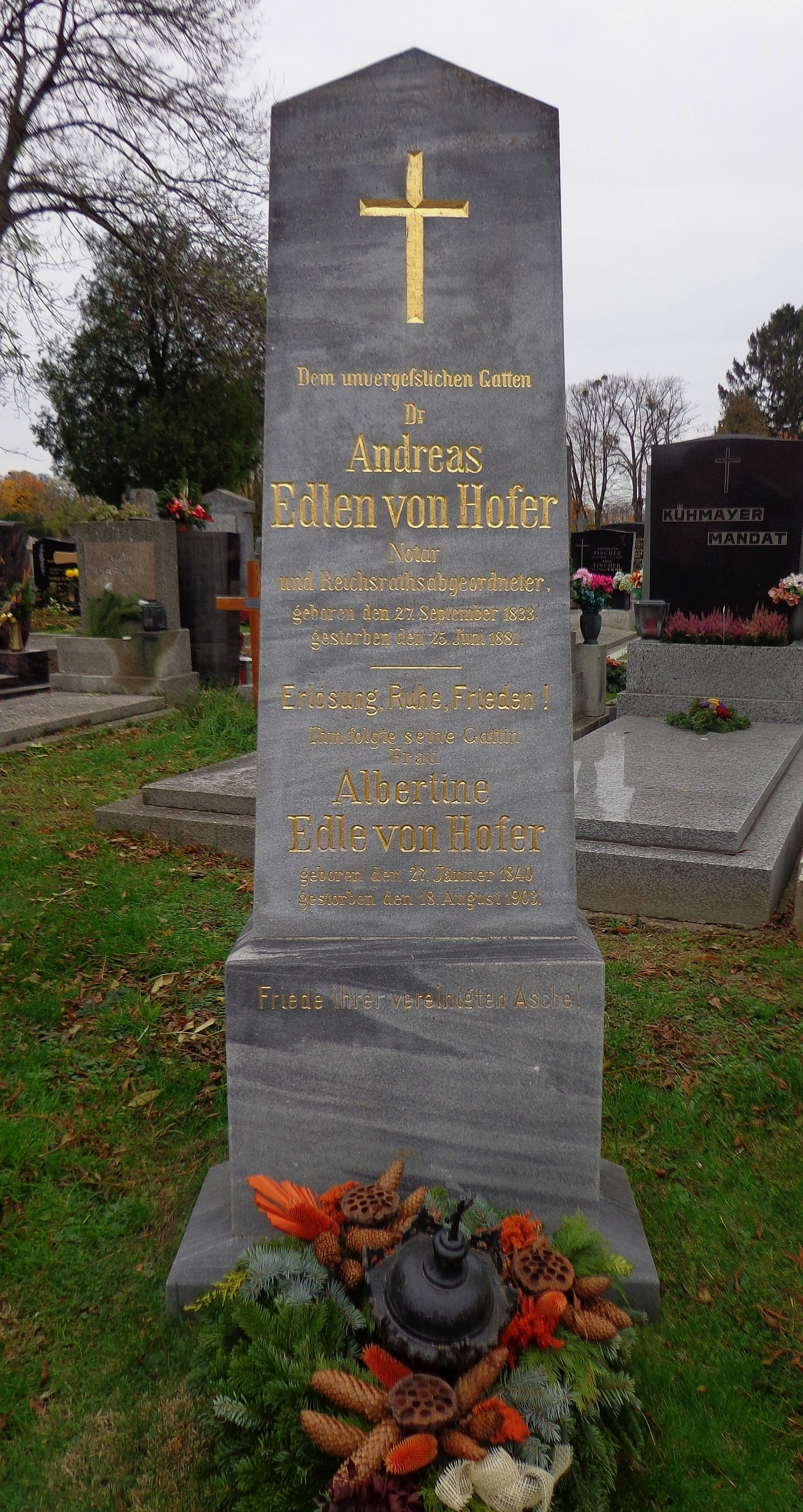
Grab von Dr. Andreas von Hofer (1833–1881) auf dem Wiener Zentralfriedhof

Er hatte mit seiner aus Heiligkreuz stammenden Gemahlin 15 Kinder, von denen jedoch nur sieben das Erwachsenenalter erreichten.  Von seinen Söhnen dienten Joseph (1823–1848) und Johann (1829–1869) als Offiziere in der 22. Kaiserjäger-Kompanie. Joseph Hofer Edler von Passeyr fiel als Leutnant im Alter von 25 Jahren im Vorfeld der Schlacht von Goito. Feldmarschall Radetzky erwähnte den Tod des Enkels Andreas Hofers eigens in seinem Bericht über die Kämpfe, und der Kaiser ordnete die Beisetzung des Gefallenen in der Hofkirche Innsbruck an. Johann geriet im Vorfeld der Schlacht von Goito in piemontesische Gefangenschaft. Später machte er als Kaiserjäger-Leutnant den Feldzug der kaiserlichen Truppen gegen die aufständischen Ungarn mit.
Ihr Bruder Karl (1824–1887) diente zunächst bei den Tiroler Schützen, wurde später k.k. Montanbeamter in Salzburg und schließlich Vorstand des Reichs-Finanz-Archivs in Wien. Bei seiner ältesten Tochter Franziska (1850–1923) war Feldmarschall Radetzky der Taufpate, und sie nahm beim 50. Priesterjubiläum Joachim Haspingers als Kranzbraut teil. Haspinger taufte außerdem Andreas (1854–1882), einen der Urenkel seines einstigen Mitstreiters Andreas Hofer. Dieser trat auf Vermittlung von Erzherzog Ferdinand Max später in die k.k. Marine ein und starb im Alter von 28 Jahren im Kriegshafen Pola. Ein vierter Enkel Andreas Hofers, Ferdinand (1836–1859), diente als Oberleutnant im 54. Infanterie-Regiment und wurde in der Schlacht bei Magenta tödlich verwundet. Sein Bruder Andreas (1833–1881) war Hauptmann der Tiroler Schützen und Besitzer des Sandwirt-Hofes, hatte zudem als Doktor der Rechte promoviert und schlug eine Beamtenlaufbahn ein. Er war zunächst Bezirksamts-Aktuar in Amstetten, wurde dann Notar in Wien und fungierte nach 1861 als Mitglied des damals neu geschaffenen Abgeordnetenhauses des österreichischen Reichsrates.
Erloschen ist das Geschlecht der Edlen Hofer von Passeyr mit Leopold (1861–1921), einem Sohn des oben genannten Karl Hofer Edler von Passeyr (1824–1887), Vorstandes des Reichs-Finanz-Archivs. Leopold Hofer Edler von Passeyr war ein Beamter der städtischen Gaswerke in Wien, welcher kurz nach Ende des Ersten Weltkrieges im 60. Lebensjahr in der Sandwirtsgasse im 6. Wiener Gemeindebezirk starb und am Grinzinger Friedhof begraben wurde. Sein Grabstein zeigt die Adelskrone, die Grabinschrift bezeichnet ihn als Edler von Passeyr, Herr und Landmann von Tirol, der Letzte aus dem Mannesstamm Andreas Hofers.

## Wappen
Das Wappen der geadelten Nachkommen Andreas Hofers war: Geviert; 1 in Gold der Tiroler Adler einwärts; 2 in Rot ein am unteren Ende golden gebundener grüner Lorbeerkranz; 3 in Rot auf grünem Boden ein schroffer Felsen, davor ein natürlicher Tiroler Schütze in traditioneller Kleidung (schwarzer Hut, brauner Rock, schwarzen Hosen mit roten Hosenträgern, weißen Strümpfen und schwarzen Schuhen), seine Büchse links auf den Boden stützend und mit der rechten Hand vorwärts deutend; 4 in Gold auf grünem Boden ein natürlicher, runder Zinnenturm mit geschlossenem Tor und zwei Fensteröffnungen nebeneinander und beiderseits anschließenden Zinnenmauern (Hinweis auf die Festung Mantua). Helm mit goldener Helmkrone, als Helmzier ein schwarzer Doppeladler wachsend. Helmdecken rot-golden.

## Genealogie (Auszug)
1. Andreas Hofer (* 22. November 1767 am Sandhof bei St. Leonhard/Passeier; † 20. Februar 1810 in Mantua, hingerichtet), begraben am 21. Februar 1823 in der Hofkirche Innsbruck ⚭ (am 21. Juli 1789 in Meran) Anna Ladurner (* 27. Juli 1765 in Algund; † 6. Dezember 1836 in St. Leonhard/Passeier) und hatte aus dieser Ehe 7 Nachkommen (1 Sohn, 6 Töchter), darunter:
  1. Johann Stefan Hofer Edler von Passeyr (* 26. Dezember 1794 in St. Leonhard/Passeier; † 15. April 1855 in Wien, Ehrengrab am Wiener Zentralfriedhof), k.k. Tabakhauptverleger und Gutsbesitzer in Fischamend ⚭ (am 1. Juli 1819) Carla Weikmann (* 2. April 1801 in Heiligenkreuz; † 16. April 1864 in Wien) und hatte aus dieser Ehe 15 Nachkommen (9 Söhne, 6 Töchter), darunter:
    1. Karoline Franziska Theresia Hofer Edle von Passeyr (* 13. Oktober 1821 in Fischamend; † 17. Jänner 1903 in Wien) ⚭ (am 10. Juli 1858) Alexander Reichsritter von Seifried-Merenberg (* 11. September 1818 in Wien; † 3. Mai 1903 ebenda), k.k. Staatsbeamter[17]
    2. Joseph Franz Karl Ferdinand Hofer Edler von Passeyr (* 15. Februar 1823 in Fischamend; † 18. April 1848 in Goito, gefallen), K.u.k. Kaiserjäger-Offizier, begraben am 20. Februar 1851 in der Hofkirche Innsbruck
    3. Karl Franz Josef Hofer Edler von Passeyr (* 21. Mai 1824 in Fischamend; † 30. März 1887 in Wien, Ehrengrab am Wiener Zentralfriedhof),  k.k. Montanbeamter in Salzburg, zuletzt Vorstand des Reichs-Finanz-Archivs in Wien ⚭ (am 23. Oktober 1849 in Gmunden) Margarethe Droger-Hepburn (* 31. August 1831 in Bristol; † 27. Mai 1892 in Wien), und hatte aus dieser Ehe 9 Nachkommen (3 Söhne, 6 Töchter), darunter:
      1. Franziska Josefa Hofer Edle von Passeyr (* 11. August 1850 in Salzburg; † 26. November 1923 in Radolfzell am Bodensee), hatte 1 Tochter
      2. Aloisia Lola Hofer Edle von Passeyr (* 7. Dezember 1852 in Salzburg; † 13. April 1893 in Graz) ⚭ (am 8 Sep 1873 in Wien) Hugo Pausenwein (* 18. Juli 1846 in Sárospatak; † 11. Februar 1904 in Graz) und hatte aus dieser Ehe Nachkommen
      3. Andreas Hofer Edler von Passeyr (* 30. Oktober 1854 in Salzburg; † 24. Dezember 1882 in Pola),  Marine-Offizier, begraben am k.u.k. Marinefriedhof Pula
      4. Henriette Hofer Edle von Passeyr (* 27. Februar 1856 in Salzburg; † ?) ⚭ (am 4. November 1876 in Wien) George Tatlock (* 10. September 1837 in Wien; † 12. August 1885) und hatte aus dieser Ehe Nachkommen
      5. Leopold Hofer Edler von Passeyr  (* 10. März 1861 in Salzburg; † 26. Februar 1921 in Wien), Beamter der Stadt Wien, begraben am Grinzinger Friedhof ⚭ I. (am 9. August 1885 in Heiligenkreuz) Josefine Stüss (* 18. Oktober 1865 in Vršovice; † 7. Februar 1915 in Wien); ⚭ II. (am 18. September 1916 in Uherské Hradiště) Valerie Wagner († ?; † 29. Oktober 1935 in Wien)

    4. Johann Ferdinand Franz August Hofer Edler von Passeyr (* 28. Juni 1829 in Fischamend; † 7. April 1869 in Wien), Kaiserjäger-Offizier, begraben am Währinger Friedhof
    5. Andreas Franz Seraph Hofer Edler von Passeyr (* 27. September 1833 in Fischamend; † 26. Juni 1881 in Wien), Notar und Reichsratsabgeordneter, begraben am Wiener Zentralfriedhof ⚭ (am 1. Mai 1860 in Amstetten) Albertine Selinger (* 1. Mai 1844 in Laxenburg; † 18. August 1903 in Wien)
    6. Ferdinand Karl Hofer Edler von Passeyr (* 15. Mai 1836 in Wien; † 4. Juni 1859 ebenda nach Verwundung in der Schlacht bei Magenta), Infanterie-Offizier

  2. Maria Kreszenz Hofer Edle von Passeyr (* 16. Februar 1797 in St. Leonhard/Passeier; † 22. Juli 1835 ebenda) ⚭ (am 13. Jänner 1829 in St. Leonhard/Passeier) Andreas Erb (* 22. November 1792 in Platt; † 14. Jänner 1860 in St. Leonhard/Passeier) und hatte aus dieser Ehe Nachkommen
  3. Rosa Rosina Hofer Edle von Passeyr (* 30. August 1798 in St. Leonhard/Passeier; † 23. September 1832 ebenda) ⚭ (am 9. Februar 1830 in St. Leonhard/Passeier) Josef Andreas Holzknecht (* 28. November 1800 in St. Leonhard/Passeier; † 28. Dezember 1885 ebenda) und hatte aus dieser Ehe Nachkommen
  4. Gertraud Juliane Hofer Edle von Passeyr (* 15. Februar 1805 in St. Leonhard/Passeier; † 16. Oktober 1834 ebenda) ⚭ (am 13. September 1830 in St. Leonhard/Passeier) Johann Haller (* 24. Mai 1801 in St. Leonhard/Passeier; † 1. Juli 1870 ebenda) und hatte aus dieser Ehe Nachkommen